# 东明朝鲜族乡
东明朝鲜族乡（中国朝鲜语：／）是中华人民共和国黑龙江省鹤岗市萝北县下辖的一个民族乡。

## 行政区划
东明朝鲜族乡下辖以下村级行政区划单位：
东明村、黎明村、红鲜村、红光村、红丰村、新胜村和新兴村。